# 定岡小百合
定岡小百合（1955年9月4日—）是日本的女性聲優，神奈川縣出身。所屬Production Ace，以前所屬劇團銅鑼、81 Produce、Mausu Promotion。
玉川大學文學系藝術專業演劇專業科畢業。

## 人物
大多以外語片配音為主，通常配年紀大的女性和老婆婆的部份為多。

## 演出作品

### 電視動畫
- 蠟筆小新（女性店員）

1993年
- 哆啦A夢（靜香的阿姨）

1994年
- 忍者亂太郎（女忍者）
- 勇者警察 J-Decker（七瀨修女、舞子）

1995年
- 黃金勇者黃金德蘭（西莉亞·華爾柴克/西莉亞·艾薩克）

1996年
- 壞心眼老婆婆（於八重、百合子）
- 騎虎來做（直木先生的母親）
- 蠟筆小新（女子）
- 哆啦A夢（主婦、小孩B）

1997年
- 哆啦A夢（捕手）

1998年
- 忍者亂太郎（山賊的妻子）
- 婆娑羅傳說（老婆婆）

1999年
- 大嘴鳥（蘋果奶奶）
- 布布恰恰（奶奶）

2000年
- 幻想魔傳 最遊記（半姨娘）
- 哈姆太郎（老奶奶）
- 幪面貓俠（卡亞可）
- 忍者亂太郎（主婦）

2001年
- X（老奶奶）
- 名偵探柯南（富野美晴）

2002年
- 攻殼機動隊 STAND ALONE COMPLEX（加護的母親）
- 櫻桃小丸子（老奶奶）
- 哆啦A夢（女人A）
- 花田少年史（吉川奶奶）
- 幸運狗（夫人）

2003年
- 狼雨（老奶奶）
- 廢棄公主（麗塔奶奶）
- 坦克王（老婆婆）

2004年
- 前往北方。〜Diamond Dust Drops〜（茜木早苗）
- 攻殼機動隊 S.A.C. 2nd GIG（院長）
- DearS（美羽的奶奶）
- 火鳥（老婆婆）
- 烘焙王（東稗子）

2005年
- 真相之眼（友美的母親）
- D.C.S.S. 〜Da Capo 第二季〜（愛西亞的奶奶）
- MONSTER（馬丁的母親）
- 雪之女王（瑪琳）

2006年
- 我們這一家（阿姨B）
- Project BLUE 地球SOS（雷尼夫人）
- 無敵看板娘（鬼丸真紀子）

2007年
- 我們這一家（商店阿姨、隔壁的阿姨）
- 戀愛天使安琪莉可（園長）
- 古代王者 恐龍王（席爾法）
- 守護甜心!（羊田美美子）
- 帝托拉傳奇（普林的母親）
- 魯邦三世 霧之謎（普林的母親）
- 悲慘世界 少女珂賽特（修道院院長）

2008年
- 我們這一家（老闆娘）
- 蠟筆小新（女性店員）
- 地獄少女 三鼎（晴子）
- 麵包超人（魔女媽媽）
- 最高機密（栗田華子）
- 我家有個狐仙大人（柱女（祖奶奶））

2009年
- 我們這一家（老奶奶）
- 地下城與勇士（風麗）
- 黑執事（露意達、女王陛下）
- 蠟筆小新（老奶奶）
- 源氏物語千年紀 Genji（尼姑）
- 姊弟物語（糖果店的老奶奶）
- 蒼天航路（妻子）
- 天降之物（文化館的老婆婆、阿姨、錢湯的阿姨）

2010年
- 守護貓娘緋鞠（優人的奶奶、佐和婆婆）
- 姊弟物語（喜平的妻子）
- 螺子太太（炸肉餅舖夫人）
- 名偵探柯南（目白美砂）

2011年
- 超自然檔案（老婦人）
- TIGER & BUNNY（鏑木安壽）
- 哆啦A夢（主婦）
- 元氣媽媽（伊予）

2012年
- Another（天根）
- 戰國Collection（春日妙）
- 哆啦A夢（名媛A）
- 忍者亂太郎（老奶奶）

2013年
- 名偵探柯南（壬生モヨノ）

2016年
- 春太與千夏～春太與千夏共度青春～（後藤的祖母）
- 熊巫女（老婆婆）
- 斯特拉的魔法（珠輝的祖母）
- Classicaloid（歌苗的祖母）

2017年
- 蠟筆小新（仙貝店）
- 犬屋敷（老人）

2018年
- 蠟筆小新（蔬果店老闆）
- 小木乃伊到我家（櫃檯鬼）
- 爆肝工程師的異世界狂想曲（幻想之森的魔女）
- Banana Fish（蘇兒）
- 我讓最想被擁抱的男人給威脅了（西條鈴子)

2019年
- 環戰公主（優佳的祖母）
- 凱洛與塔斯黛（伊莉莎白）
- 妖怪手錶（老太太）
- 八月的棒球甜心（教頭）

2020年
- 別對映像研出手！（金森的叔母）
- 魔法水果籃 2nd season（繭子的母親）
- 出租女友（一之瀨小百合）
- GREAT PRETENDER（波菈·狄更斯）
- 憂国的莫里亞蒂（蘇珊娜）

2021年
- 咒術迴戰（女性）
- 白沙的Aquatope（奶奶）
- 陰晴不定的體操哥哥（小百合）
- 宿命迴響：命運節拍（莎莉）

2022年
- 出租女友（第2期）（一之瀨小百合）
- 幽零幻鏡（44夫人）

2023年
- 魔法使的新娘 SEASON2（莉茲貝絲·薩堅特[1]）
- 出租女友（第3期）（一之瀨小百合[2]）
- 不死少女的謀殺鬧劇（蕾琪奶奶[3]）

2024年
- 青之壬生浪（婆婆[4]）

2025年
- 公爵千金的家庭教師（雪莉·沃卡[5]）
- 青之壬生浪 芹澤暗殺篇（婆婆[6]）

### OVA
- 超自然檔案（老婦人）
- 轉學生（綾瀨小百合）
- 怪醫黑傑克（柳子）

2016年
- 水母食堂（夏子的母親）

### 動畫電影
- 鹹蛋超人喵（安子）
- 鹹蛋超人喵2 快樂大作戰（安子）
- 河童之夏（旅館的客人（妻子））
- 魯邦三世 精疲力盡！諾斯特拉達姆斯（老婆婆）

2018年
- 詩季織織「陽だまりの朝食」（祖母）

### 遊戲
- AZEL -Panzer Dragoon RPG-（伊達）
- efficus 想你…（市井悅子）
- 我的料理（花男）
- 渾沌控制（中村洋子）
- 戰神II 給臨終的序曲（尤麗愛蕾、克洛特）
- 3年B組金八先生 站在傳說的講臺！（小光的母親）
- 莎木 一章横須賀（夏秀玉）
- 新世代機器人戰記刀鋒戰士（西莉亞·華爾柴克）
- 戰國BASARA系列2以後
- 玉繭物語（愛達）
- DearS（老奶奶）
- 忐忑不安波亞丘（布蘭達）
- drastic Killer（瑪莎）
- 神鬼寓言
- 刀鋒戰士2（西莉亞·華爾柴克）
- Muv-Luv Alternative（侍女）
- 拉格納丘爾傳說（芭芭拉）
- 彩虹6：維加斯
- 俠盜銀河（魔女（女王））
- 俠盜銀河加長版（魔女（女王））
- 迷失孩子（佩布兒）

### 外語配音
- 厄尼斯特式求婚（普莉絲姆）
- 我為卿狂（泰瑞莎（南西·達索特））
- 一個都不能少（車站的廣播員）
- 艾蜜莉的異想世界（吉娜）
- 急診室的春天（海倫、蘿西、瑪麗）
- 失蹤現場（第1系列：卡法蒂、第3系列：廚房職員）
- 捍衛家園2（艾瑪·普雷斯考特）
- 艾德·蓋恩（貝拉·梅森）
- 監獄風雲（彼得·瑪麗·雷蒙（麗塔·莫雷諾））
- 青蛙與馬克斯（祖母）
- 靈異大逆轉
- 大長今（東宮殿尚宮）
- 第六感生死戀
- 鐵證懸案（詹姆斯·德魯）
- 骰子屋（梅爾）
- 沉默之丘（黛麗亞·吉雷斯比（黛柏拉·卡拉·安格））
- 異國情緣（奧爾嘉·貝林斯卡亞）
- 濃情巧克力（奧戴爾夫人（萊絲莉·卡隆）
- 超自然檔案（奧爾嘉（琳達·布萊爾）
- 星艦迷航記（克莉絲汀·查佩爾）※DVD版
- 捍衛戰警2（黛比（珂琳·甘普）※錄影帶版
- 我的好野女友（珍（法蘭西絲·麥朵曼）
- 終極殺陣（卡蜜葉（曼紐拉·高拉利）
- 第七號情報員續集（羅莎·克雷普（羅特·蓮娜）
- 金權遊戲（史蒂芬妮亞）
- 超市特工（黛安·貝克曼）
- 幻影人（柯克蘭大使（伊美黛·史道頓））
- 烈日風暴（葛瑞絲修女（菲露拉·佛萊納根））
- 絕命終結站2（諾拉·卡本特（琳達·波伊德））※DVD版
- 新沙丘魔堡（溫西西亞（蘇珊·莎蘭登））
- 貼身情人（海倫）
- 楚門的世界（安琪拉·柏巴克（荷蘭·泰勒））※錄影帶和DVD
- 從地心竄出（南西·史坦格德）
- 太空異種（派屈巴博士珊曼莎·艾格）※DVD版
- 火線警告（蘿拉）
- 心靈點滴（茱麗塔（厄瑪·P·霍爾））
- 哈利波特－鳳凰會的密令
- 木偶奇遇記（妖精（吉娜·羅洛布里吉塔））
- 飛越比佛利（菲麗絲）
- 鬥牛犬（打掃阿姨）
- 醜女貝蒂（瑪格麗塔·薩恩斯、蘇菲亞·羅德里格茲）
  - 醜女貝蒂續集（蘇菲亞·羅德里格茲）
- 傻子亨利（瑪麗（瑪莉亞·波特））
- 識骨尋蹤系列4（茉拉）
- 我甜蜜的記憶（珂琪）
- 戰慄遊戲（其他配音員）
- 瑪波小姐2 沉睡謀殺案（帕傑特夫人）
- 讓愛自由（喬喬·佛羅斯（蘇珊·莎蘭登））
- 名偵探白羅 藍色列車的秘密（喬喬·佛羅斯（蘇珊·莎蘭登））
- 結婚糾察隊（波瑪兒）
- 造雨人（桃特·法蘭克（瑪麗·凱·普萊斯））
- 羅馬假期（伯爵夫人）※PDDVD版
- 飆速青春（布露克·卡文達（瑪莎·凱·哈登））
- 我們的幸福時間（紅）

### 外語配音（動畫）
- 摩登原始人（貝蒂·羅布爾）
- 帕丁頓熊（柏德夫人 其他）
- 第十四道門（懷比的奶奶（卡洛琳·克勞福特））
- 辛普森家庭電影版（琳賽·奈格爾（翠絲·麥克尼爾））
- 大長今（溫尚宮）
- 天才小子吉米（溫芙蕾德·法爾）
- 蜘蛛人（梅·帕克）
- 新蜘蛛人（梅·帕克）
- 地獄新娘（其他配音員）
- 湯姆傑利小故事（綠色女巫）
- 未來蝙蝠俠（史蒂芬妮博士）
- 蜂電影（老奶奶）
- 海底總動員（桃子（愛麗森·詹尼））
- 熊的傳說（熊老奶奶）
- 大力士（卡莎碧雅）
- 小熊（老奶奶）
- 小美人魚3：回到當初（瑪麗娜·戴爾·雷（莎莉·菲爾德））

- 神奈川縣出身人物

## 外部連結
- （日語）Production Ace公開簡歷

1. ↑  . Comic Natalie. 2023-02-09  [2023-02-09]. （原始内容存档于2023-03-15） （日语）.
2. ↑  . Comic Natalie. 2023-06-23  [2023-06-23]. （原始内容存档于2023-07-05） （日语）.
3. ↑  . MANTANWEB. 2023-08-29  [2023-08-29] （日语）.
4. ↑  . Comic Natalie. 2024-07-01  [2024-07-01]. （原始内容存档于2024-07-02） （日语）.
5. ↑  . Comic Natalie. 2025-06-28  [2025-06-28] （日语）.
6. ↑  . Comic Natalie. 2025-08-20  [2025-08-20] （日语）.